# Football Club Internazionale Milano 2025-2026
Questa voce raccoglie le informazioni riguardanti il Football Club Internazionale Milano nelle competizioni ufficiali della stagione 2025-2026.

## Stagione
Concluso il ciclo di Simone Inzaghi, l'Inter sceglie di affidare la panchina della prima squadra a Cristian Chivu, già alla guida dei nerazzurri durante la Coppa del mondo per club giocata alla fine della precedente annata e terminata con l'eliminazione agli ottavi di finale. Il tecnico rumeno decide di farsi affiancare da Aleksandar Kolarov, che fa ritorno nel club dopo l'esperienza da giocatore tra il 2020 e il 2022, e Angelo Palombo, già giocatore dei meneghini nel 2012.

## Divise e sponsor
Lo sponsor tecnico per la stagione 2025-2026 è Nike, dopo il rinnovo della stagione 2023-2024, mentre gli sponsor ufficiali sono il main sponsor Betsson Sport, lo sleeve sponsor Gate.io e il back sponsor U-Power. Gli sponsor ufficiali del kit d'allenamento sono invece il main sponsor Qatar Airways e lo sleeve sponsor BPER Banca.
|  | Casa | Trasferta |

Per i portieri sono disponibili quattro divise in varianti nero, giallo, arancione e verde.
| 1ª portiere | 2ª portiere | 3ª portiere | 4ª portiere |

## Organigramma societario
Area direttiva
- Presidente: Giuseppe Marotta
- Vice Presidente: Javier Zanetti
- Consiglio di Amministrazione: Giuseppe Marotta, Alejandro Cano, Katherine Ralph, Renato Meduri, Carlo Ligori, Delphine Nannan, Fausto Zanetton, Claudia D'Arpizio, Diego Gigliani, Massimiliano Catanese
- Collegio sindacale. Sindaci effettivi: Lorenzo Caprio, Cristiano Garbarini, Paola Mignani
- Amministratore Delegato: Giuseppe Marotta
- Chief Revenue Officer: Giorgio Ricci
- Chief Financial Officer: Andrea Accinelli
- Chief of Staff: Massimiliano Catanese

Area comunicazione
- Chief Communications Officer: Matteo Pedinotti
- Media House Director: Roberto Monzani
- Head of Press Office and Editorial Content: Leo Picchi
- Responsabile Rapporti con i Media ed Eventi di Comunicazione: Luigi Crippa
- Ufficio Stampa: Daria Nicoli, Andrea Dal Canton, Federica Sala
- Presidente Onorario Inter Club: Bedy Moratti
- Direttore Responsabile Inter TV: Roberto Scarpini

Area sportiva
- Direttore sportivo: Piero Ausilio
- Vice Direttore Sportivo: Dario Baccin
- Club manager: Riccardo Ferri
- Team manager: Matteo Tagliacarne

Area tecnica
- Allenatore: Cristian Chivu
- Vice allenatore: Aleksandar Kolarov
- Collaboratori tecnici: Mario Cecchi, Angelo Palombo
- Preparatori atletici: Stefano Rapetti, Maurizio Franchini
- Preparatore dei portieri: Gianluca Spinelli, Paolo Orlandoni

Football analysis area
- Responsabile area match analysis: Filippo Lorenzon
- Match analysts: Stefano Castellani, Giacomo Toninato, Salvatore Rustico
- Fitness data analyst: Marcello Muratore

Area sanitaria
- Responsabile settore medico: Piero Volpi
- Medici prima squadra: Claudio Sprenger, Alessandro Quaglia, Lorenzo Brambilla
- Coordinatore fisioterapisti: Marco Dellacasa
- Fisioterapisti: Leonardo Arici, Ramon Cavallin, Miro Carli, Davide Lama,
- Fisioterapista/osteopata: Andrea Veschi
- Nutrizionista: Matteo Pincella

## Rosa
Rosa e numerazione aggiornate al 20 agosto 2025.
| N. |                        | Ruolo | Calciatore                  |
| -- | ---------------------- | ----- | --------------------------- |
| 1  | Svizzera (bandiera)    | P     | Yann Sommer                 |
| 2  | Paesi Bassi (bandiera) | D     | Denzel Dumfries             |
| 5  | Francia (bandiera)     | D     | Benjamin Pavard             |
| 6  | Paesi Bassi (bandiera) | D     | Stefan de Vrij              |
| 7  | Polonia (bandiera)     | C     | Piotr Zieliński             |
| 8  | Croazia (bandiera)     | C     | Petar Sučić                 |
| 9  | Francia (bandiera)     | A     | Marcus Thuram               |
| 10 | Argentina (bandiera)   | A     | Lautaro Martínez (capitano) |
| 11 | Brasile (bandiera)     | A     | Luis Henrique               |
| 12 | Italia (bandiera)      | P     | Raffaele Di Gennaro         |
| 13 | Spagna (bandiera)      | P     | Josep Martínez              |
| 14 | Francia (bandiera)     | A     | Ange-Yoan Bonny             |
| 15 | Italia (bandiera)      | D     | Francesco Acerbi            |

| N. |                      | Ruolo | Calciatore                     |
| -- | -------------------- | ----- | ------------------------------ |
| 16 | Italia (bandiera)    | C     | Davide Frattesi                |
| 20 | Turchia (bandiera)   | C     | Hakan Çalhanoğlu               |
| 21 | Albania (bandiera)   | C     | Kristjan Asllani               |
| 22 | Armenia (bandiera)   | C     | Henrix Mxit'aryan              |
| 23 | Italia (bandiera)    | C     | Nicolò Barella (vice capitano) |
| 30 | Brasile (bandiera)   | C     | Carlos Augusto                 |
| 31 | Germania (bandiera)  | D     | Yann Aurel Bisseck             |
| 32 | Italia (bandiera)    | D     | Federico Dimarco               |
| 36 | Italia (bandiera)    | D     | Matteo Darmian                 |
| 42 | Argentina (bandiera) | D     | Tomás Palacios                 |
| 94 | Italia (bandiera)    | A     | Francesco Pio Esposito         |
| 95 | Italia (bandiera)    | D     | Alessandro Bastoni             |
| 99 | Iran (bandiera)      | A     | Mehdi Taremi                   |

## Calciomercato

### Sessione estiva(dal 1/7 al 1/9)
| Acquisti         | Acquisti             | Acquisti   | Acquisti                                           |
| R.               | Nome                 | da         | Modalità                                           |
| ---------------- | -------------------- | ---------- | -------------------------------------------------- |
| C                | Tajon Buchanan       | Villarreal | fine prestito                                      |
| A                | Ange-Yoan Bonny      | Parma      | definitivo (23 milioni € più 3 milioni € di bonus) |
| Altre operazioni |                      |            |                                                    |
| R.               | Nome                 | da         | Modalità                                           |
| D                | Franco Carboni       | Venezia    | fine prestito                                      |
| D                | Zinho Vanheusden     | Malines    | fine prestito                                      |
| C                | Ebenezer Akinsanmiro | Sampdoria  | fine prestito                                      |
| C                | Aleksandar Stanković | Lucerna    | fine prestito                                      |
| A                | Eddie Salcedo        | OFI Creta  | fine prestito                                      |

| Cessioni         | Cessioni             | Cessioni    | Cessioni                                |
| R.               | Nome                 | a           | Modalità                                |
| ---------------- | -------------------- | ----------- | --------------------------------------- |
| C                | Tajon Buchanan       | Villarreal  | definitivo (9 milioni €)                |
| C                | Valentín Carboni     | Genoa       | prestito                                |
| C                | Nicola Zalewski      | Atalanta    | definitivo (17 milioni €)               |
| A                | Marko Arnautović     |             | svincolato                              |
| A                | Sebastiano Esposito  | Cagliari    | prestito                                |
| Altre operazioni |                      |             |                                         |
| R.               | Nome                 | a           | Modalità                                |
| P                | Filip Stanković      | Venezia     | riscatto del cartellino (1,5 milioni €) |
| D                | Franco Carboni       | Empoli      | prestito                                |
| D                | Zinho Vanheusden     |             | risoluzione del contratto               |
| C                | Ebenezer Akinsanmiro | Pisa        | prestito                                |
| C                | Aleksandar Stanković | Club Bruges | definitivo (9,5 milioni €)              |
| A                | Giacomo De Pieri     | Juve Stabia | prestito                                |
| A                | Eddie Salcedo        |             | risoluzione del contratto               |
| A                | Martín Satriano      | Lens        | riscatto del cartellino (5 milioni €)   |

### Sessione invernale(dal 2/1 al 2/2)
| Acquisti         | Acquisti         | Acquisti         | Acquisti         |
| R.               | Nome             | da               | Modalità         |
| Altre operazioni | Altre operazioni | Altre operazioni | Altre operazioni |
| R.               | Nome             | da               | Modalità         |
| ---------------- | ---------------- | ---------------- | ---------------- |

| Cessioni         | Cessioni         | Cessioni         | Cessioni         |
| R.               | Nome             | a                | Modalità         |
| Altre operazioni | Altre operazioni | Altre operazioni | Altre operazioni |
| R.               | Nome             | a                | Modalità         |
| ---------------- | ---------------- | ---------------- | ---------------- |

## Risultati

### Serie A

#### Girone di andata
| Milano 25 agosto 2025, ore 20:45 CEST 1ª giornata | Inter | – referto | Torino | Stadio Giuseppe Meazza |

| Milano 31 agosto 2025, ore 20:45 CEST 2ª giornata | Inter | – referto | Udinese | Stadio Giuseppe Meazza |

| Torino 13 settembre 2025, ore 18:00 CEST 3ª giornata | Juventus | – referto | Inter | Allianz Stadium |

| Milano 21 settembre 2025, ore --:-- CEST 4ª giornata | Inter | – referto | Sassuolo | Stadio Giuseppe Meazza |

| Cagliari 28 settembre 2025, ore --:-- CEST 5ª giornata | Cagliari | – referto | Inter | Unipol Domus |

| Milano 5 ottobre 2025, ore --:-- CEST 6ª giornata | Inter | – referto | Cremonese | Stadio Giuseppe Meazza |

| Roma 19 ottobre 2025, ore --:-- CEST 7ª giornata | Roma | – referto | Inter | Stadio Olimpico |

| Napoli 26 ottobre 2025, ore --:-- CET 8ª giornata | Napoli | – referto | Inter | Stadio Diego Armando Maradona |

| Milano 29 ottobre 2025, ore --:-- CET 9ª giornata | Inter | – referto | Fiorentina | Stadio Giuseppe Meazza |

| Verona 2 novembre 2025, ore --:-- CET 10ª giornata | Verona | – referto | Inter | Stadio Marcantonio Bentegodi |

| Milano 9 novembre 2025, ore --:-- CET 11ª giornata | Inter | – referto | Lazio | Stadio Giuseppe Meazza |

| Milano 23 novembre 2025, ore --:-- CET 12ª giornata | Inter | – referto | Milan | Stadio Giuseppe Meazza |

| Pisa 30 novembre 2025, ore --:-- CET 13ª giornata | Pisa | – referto | Inter | Stadio Arena Garibaldi-Romeo Anconetani |

| Milano 7 dicembre 2025, ore --:-- CET 14ª giornata | Inter | – referto | Como | Stadio Giuseppe Meazza |

| Genova 14 dicembre 2025, ore --:-- CET 15ª giornata | Genoa | – referto | Inter | Stadio Luigi Ferraris |

| Milano 21 dicembre 2025, ore --:-- CET 16ª giornata | Inter | – referto | Lecce | Stadio Giuseppe Meazza |

| Bergamo 28 dicembre 2025, ore --:-- CET 17ª giornata | Atalanta | – referto | Inter | Gewiss Stadium |

| Milano 3 gennaio 2026, ore --:-- CET 18ª giornata | Inter | – referto | Bologna | Stadio Giuseppe Meazza |

| Parma 6 gennaio 2026, ore --:-- CET 19ª giornata | Parma | – referto | Inter | Stadio Ennio Tardini |

#### Girone di ritorno
| Milano 11 gennaio 2026, ore --:-- CET 20ª giornata | Inter | – referto | Napoli | Stadio Giuseppe Meazza |

| Udine 18 gennaio 2026, ore --:-- CET 21ª giornata | Udinese | – referto | Inter | Bluenergy Stadium |

| Milano 25 gennaio 2026, ore --:-- CET 22ª giornata | Inter | – referto | Pisa | Stadio Giuseppe Meazza |

| Cremona 1º febbraio 2026, ore --:-- CET 23ª giornata | Cremonese | – referto | Inter | Stadio Giovanni Zini |

| Reggio Emilia 8 febbraio 2026, ore --:-- CET 24ª giornata | Sassuolo | – referto | Inter | Mapei Stadium |

| Milano 15 febbraio 2026, ore --:-- CET 25ª giornata | Inter | – referto | Juventus | Stadio Giuseppe Meazza |

| Lecce 22 febbraio 2026, ore --:-- CET 26ª giornata | Lecce | – referto | Inter | Stadio Via del mare |

| Milano 1º marzo 2026, ore --:-- CET 27ª giornata | Inter | – referto | Genoa | Stadio Giuseppe Meazza |

| Milano 8 marzo 2026, ore --:-- CET 28ª giornata | Milan | – referto | Inter | Stadio Giuseppe Meazza |

| Milano 15 marzo 2026, ore --:-- CET 29ª giornata | Inter | – referto | Atalanta | Stadio Giuseppe Meazza |

| Firenze 22 marzo 2026, ore --:-- CET 30ª giornata | Fiorentina | – referto | Inter | Stadio Artemio Franchi |

| Milano 4 aprile 2026, ore --:-- CEST 31ª giornata | Inter | – referto | Roma | Stadio Giuseppe Meazza |

| Como 12 aprile 2026, ore --:-- CEST 32ª giornata | Como | – referto | Inter | Stadio Giuseppe Sinigaglia |

| Milano 19 aprile 2026, ore --:-- CEST 33ª giornata | Inter | – referto | Cagliari | Stadio Giuseppe Meazza |

| Torino 26 aprile 2026, ore --:-- CEST 34ª giornata | Torino | – referto | Inter | Stadio Olimpico Grande Torino |

| Milano 3 maggio 2026, ore --:-- CEST 35ª giornata | Inter | – referto | Parma | Stadio Giuseppe Meazza |

| Roma 10 maggio 2026, ore --:-- CEST 36ª giornata | Lazio | – referto | Inter | Stadio Olimpico |

| Milano 17 maggio 2026, ore --:-- CEST 37ª giornata | Inter | – referto | Verona | Stadio Giuseppe Meazza |

| Bologna 24 maggio 2026, ore --:-- CEST 38ª giornata | Bologna | – referto | Inter | Stadio Renato Dall'Ara |

### Coppa Italia

#### Fase finale
| Milano 3-17 dicembre 2025, ore --:-- CET Ottavi di finale | Inter | – | Vincente incontro 25 | Stadio Giuseppe Meazza |

### UEFA Champions League

#### Fase campionato
| 16-17-18 settembre 2025, ore --:-- CEST 1ª giornata |  | – |  |  |

| 30 settembre-1º ottobre 2025, ore --:-- CEST 2ª giornata |  | – |  |  |

| 21-22 ottobre 2025, ore --:-- CEST 3ª giornata |  | – |  |  |

| 4-5 novembre 2025, ore --:-- CET 4ª giornata |  | – |  |  |

| 25-26 novembre 2025, ore --:-- CET 5ª giornata |  | – |  |  |

| 9-10 dicembre 2025, ore --:-- CET 6ª giornata |  | – |  |  |

| 20-21 gennaio 2026, ore --:-- CET 7ª giornata |  | – |  |  |

| 28 gennaio 2026, ore --:-- CET 8ª giornata |  | – |  |  |

### Supercoppa italiana
| 18-19 dicembre 2025, ore --:-- UTC+3 Semifinali | Bologna | – | Inter |  |

## Statistiche

### Statistiche di squadra
| Competizione        | Punti | In casa | In casa | In casa | In casa | In casa | In casa | In trasferta | In trasferta | In trasferta | In trasferta | In trasferta | In trasferta | Totale | Totale | Totale | Totale | Totale | Totale | DR |
| Competizione        | Punti | G       | V       | N       | P       | Gf      | Gs      | G            | V            | N            | P            | Gf           | Gs           | G      | V      | N      | P      | Gf     | Gs     | DR |
| ------------------- | ----- | ------- | ------- | ------- | ------- | ------- | ------- | ------------ | ------------ | ------------ | ------------ | ------------ | ------------ | ------ | ------ | ------ | ------ | ------ | ------ | -- |
| Serie A             | -     | 0       | 0       | 0       | 0       | 0       | 0       | 0            | 0            | 0            | 0            | 0            | 0            | 0      | 0      | 0      | 0      | 0      | 0      | 0  |
| Coppa Italia        | -     | 0       | 0       | 0       | 0       | 0       | 0       | 0            | 0            | 0            | 0            | 0            | 0            | 0      | 0      | 0      | 0      | 0      | 0      | 0  |
| Champions League    | -     | 0       | 0       | 0       | 0       | 0       | 0       | 0            | 0            | 0            | 0            | 0            | 0            | 0      | 0      | 0      | 0      | 0      | 0      | 0  |
| Supercoppa italiana | -     | 0       | 0       | 0       | 0       | 0       | 0       | 0            | 0            | 0            | 0            | 0            | 0            | 0      | 0      | 0      | 0      | 0      | 0      | 0  |
| Totale              | -     | 0       | 0       | 0       | 0       | 0       | 0       | 0            | 0            | 0            | 0            | 0            | 0            | 0      | 0      | 0      | 0      | 0      | 0      | 0  |

### Andamento in campionato
| Giornata  | 1 | 2 | 3 | 4 | 5 | 6 | 7 | 8 | 9 | 10 | 11 | 12 | 13 | 14 | 15 | 16 | 17 | 18 | 19 | 20 | 21 | 22 | 23 | 24 | 25 | 26 | 27 | 28 | 29 | 30 | 31 | 32 | 33 | 34 | 35 | 36 | 37 | 38 |
| --------- | - | - | - | - | - | - | - | - | - | -- | -- | -- | -- | -- | -- | -- | -- | -- | -- | -- | -- | -- | -- | -- | -- | -- | -- | -- | -- | -- | -- | -- | -- | -- | -- | -- | -- | -- |
| Luogo     | C | C | T | C | T | C | T | T | C | T  | C  | C  | T  | C  | T  | C  | T  | C  | T  | C  | T  | C  | T  | T  | C  | T  | C  | T  | C  | T  | C  | T  | C  | T  | C  | T  | C  | T  |
| Risultato |   |   |   |   |   |   |   |   |   |    |    |    |    |    |    |    |    |    |    |    |    |    |    |    |    |    |    |    |    |    |    |    |    |    |    |    |    |    |
| Posizione |   |   |   |   |   |   |   |   |   |    |    |    |    |    |    |    |    |    |    |    |    |    |    |    |    |    |    |    |    |    |    |    |    |    |    |    |    |    |

Legenda:

Luogo: C = Casa; T = Trasferta. Risultato: V = Vittoria; N = Pareggio; P = Sconfitta.

### Statistiche dei giocatori
Sono in corsivo i calciatori che hanno lasciato la squadra a stagione in corso.
| Giocatore      | Serie A  | Serie A | Serie A     | Serie A    | Coppa Italia | Coppa Italia | Coppa Italia | Coppa Italia | Champions League | Champions League | Champions League | Champions League | Supercoppa italiana | Supercoppa italiana | Supercoppa italiana | Supercoppa italiana | Totale   | Totale | Totale      | Totale     |
| Giocatore      | Presenze | Reti    | Ammonizioni | Espulsioni | Presenze     | Reti         | Ammonizioni  | Espulsioni   | Presenze         | Reti             | Ammonizioni      | Espulsioni       | Presenze            | Reti                | Ammonizioni         | Espulsioni          | Presenze | Reti   | Ammonizioni | Espulsioni |
| -------------- | -------- | ------- | ----------- | ---------- | ------------ | ------------ | ------------ | ------------ | ---------------- | ---------------- | ---------------- | ---------------- | ------------------- | ------------------- | ------------------- | ------------------- | -------- | ------ | ----------- | ---------- |
| F. Acerbi      | 0        | 0       | 0           | 0          | 0            | 0            | 0            | 0            | 0                | 0                | 0                | 0                | 0                   | 0                   | 0                   | 0                   | 0        | 0      | 0           | 0          |
| K. Asllani     | 0        | 0       | 0           | 0          | 0            | 0            | 0            | 0            | 0                | 0                | 0                | 0                | 0                   | 0                   | 0                   | 0                   | 0        | 0      | 0           | 0          |
| N. Barella     | 0        | 0       | 0           | 0          | 0            | 0            | 0            | 0            | 0                | 0                | 0                | 0                | 0                   | 0                   | 0                   | 0                   | 0        | 0      | 0           | 0          |
| A. Bastoni     | 0        | 0       | 0           | 0          | 0            | 0            | 0            | 0            | 0                | 0                | 0                | 0                | 0                   | 0                   | 0                   | 0                   | 0        | 0      | 0           | 0          |
| Y. Bisseck     | 0        | 0       | 0           | 0          | 0            | 0            | 0            | 0            | 0                | 0                | 0                | 0                | 0                   | 0                   | 0                   | 0                   | 0        | 0      | 0           | 0          |
| A. Bonny       | 0        | 0       | 0           | 0          | 0            | 0            | 0            | 0            | 0                | 0                | 0                | 0                | 0                   | 0                   | 0                   | 0                   | 0        | 0      | 0           | 0          |
| H. Çalhanoğlu  | 0        | 0       | 0           | 0          | 0            | 0            | 0            | 0            | 0                | 0                | 0                | 0                | 0                   | 0                   | 0                   | 0                   | 0        | 0      | 0           | 0          |
| Carlos Augusto | 0        | 0       | 0           | 0          | 0            | 0            | 0            | 0            | 0                | 0                | 0                | 0                | 0                   | 0                   | 0                   | 0                   | 0        | 0      | 0           | 0          |
| M. Darmian     | 0        | 0       | 0           | 0          | 0            | 0            | 0            | 0            | 0                | 0                | 0                | 0                | 0                   | 0                   | 0                   | 0                   | 0        | 0      | 0           | 0          |
| R. Di Gennaro  | 0        | 0       | 0           | 0          | 0            | 0            | 0            | 0            | 0                | 0                | 0                | 0                | 0                   | 0                   | 0                   | 0                   | 0        | 0      | 0           | 0          |
| F. Dimarco     | 0        | 0       | 0           | 0          | 0            | 0            | 0            | 0            | 0                | 0                | 0                | 0                | 0                   | 0                   | 0                   | 0                   | 0        | 0      | 0           | 0          |
| S. de Vrij     | 0        | 0       | 0           | 0          | 0            | 0            | 0            | 0            | 0                | 0                | 0                | 0                | 0                   | 0                   | 0                   | 0                   | 0        | 0      | 0           | 0          |
| D. Dumfries    | 0        | 0       | 0           | 0          | 0            | 0            | 0            | 0            | 0                | 0                | 0                | 0                | 0                   | 0                   | 0                   | 0                   | 0        | 0      | 0           | 0          |
| P. Esposito    | 0        | 0       | 0           | 0          | 0            | 0            | 0            | 0            | 0                | 0                | 0                | 0                | 0                   | 0                   | 0                   | 0                   | 0        | 0      | 0           | 0          |
| D. Frattesi    | 0        | 0       | 0           | 0          | 0            | 0            | 0            | 0            | 0                | 0                | 0                | 0                | 0                   | 0                   | 0                   | 0                   | 0        | 0      | 0           | 0          |
| L. Henrique    | 0        | 0       | 0           | 0          | 0            | 0            | 0            | 0            | 0                | 0                | 0                | 0                | 0                   | 0                   | 0                   | 0                   | 0        | 0      | 0           | 0          |
| J. Martínez    | 0        | 0       | 0           | 0          | 0            | 0            | 0            | 0            | 0                | 0                | 0                | 0                | 0                   | 0                   | 0                   | 0                   | 0        | 0      | 0           | 0          |
| L. Martínez    | 0        | 0       | 0           | 0          | 0            | 0            | 0            | 0            | 0                | 0                | 0                | 0                | 0                   | 0                   | 0                   | 0                   | 0        | 0      | 0           | 0          |
| H. Mxit'aryan  | 0        | 0       | 0           | 0          | 0            | 0            | 0            | 0            | 0                | 0                | 0                | 0                | 0                   | 0                   | 0                   | 0                   | 0        | 0      | 0           | 0          |
| T. Palacios    | 0        | 0       | 0           | 0          | 0            | 0            | 0            | 0            | 0                | 0                | 0                | 0                | 0                   | 0                   | 0                   | 0                   | 0        | 0      | 0           | 0          |
| B. Pavard      | 0        | 0       | 0           | 0          | 0            | 0            | 0            | 0            | 0                | 0                | 0                | 0                | 0                   | 0                   | 0                   | 0                   | 0        | 0      | 0           | 0          |
| Y. Sommer      | 0        | 0       | 0           | 0          | 0            | 0            | 0            | 0            | 0                | 0                | 0                | 0                | 0                   | 0                   | 0                   | 0                   | 0        | 0      | 0           | 0          |
| P. Sučić       | 0        | 0       | 0           | 0          | 0            | 0            | 0            | 0            | 0                | 0                | 0                | 0                | 0                   | 0                   | 0                   | 0                   | 0        | 0      | 0           | 0          |
| M. Taremi      | 0        | 0       | 0           | 0          | 0            | 0            | 0            | 0            | 0                | 0                | 0                | 0                | 0                   | 0                   | 0                   | 0                   | 0        | 0      | 0           | 0          |
| M. Thuram      | 0        | 0       | 0           | 0          | 0            | 0            | 0            | 0            | 0                | 0                | 0                | 0                | 0                   | 0                   | 0                   | 0                   | 0        | 0      | 0           | 0          |
| P. Zieliński   | 0        | 0       | 0           | 0          | 0            | 0            | 0            | 0            | 0                | 0                | 0                | 0                | 0                   | 0                   | 0                   | 0                   | 0        | 0      | 0           | 0          |

## Giovanili

### Organigramma
Area direttiva
- Direttore: Massimo Tarantino
- Responsabile Tecnico: Daniele Bernazzani
- Responsabile Scouting Italia: Giuseppe Giavardi
- Responsabile Medico: Marco Galli
- Responsabile Preparatori Atletici: Roberto Niccolai
- Responsabile Tecnico Attività di Base: Giuliano Rusca
- Responsabile Organizzativo Attività di Base: Rachele Stucchi
- Coordinatore Tecnico Attività di Base: Paolo Migliavacca

Area tecnica
- Allenatore Primavera: Benito Carbone
- Allenatore Under-18: Simone Fautario
- Allenatore Under-17: Samir Handanovič
- Allenatore Under-16: Paolo Dellafiore
- Allenatore Under-15: Juan Solivellas Vidal

### Piazzamenti

#### Primavera
- Campionato: da disputare
- Coppa Italia: da disputare
- UEFA Youth League:[30] da disputare

#### Under-18
- Campionato: da disputare

#### Under-17
- Campionato: da disputare

#### Under-16
- Campionato: da disputare

#### Under-15
- Campionato: da disputare